# Lisl Handl
Elisabeth „Lisl“ Handl, in den USA: Poldi Dur, (* 29. Oktober 1917 in Wien; † 27. März 1996 in Beverly Hills, Vereinigte Staaten) war eine österreichisch-amerikanische Schauspielerin und Tänzerin.

## Leben und Wirken
Elisabeth Handl erhielt in ihrer Heimatstadt Wien eine Tanzausbildung und begann 1933 als Korpstänzerin an der Wiener Staatsoper. Im Jahr darauf erhielt die 17-jährige an der Seite von Paula Wessely ihre erste Filmrolle in der Erfolgsproduktion Maskerade, nach einem Drehbuch von Walter Reisch. Reisch besetzte Lisl Handl auch 1935 bei seiner ersten Filmregie Episode in einer kleinen Rolle und bei seiner zweiten, Silhouetten, in einer der beiden weiblichen Hauptrollen. Schließlich heirateten die beiden am 14. September 1937 und wanderten kurz darauf, noch vor der Annexion Österreichs durch Hitler-Deutschland, via Mexiko in die USA aus, wo das Paar am 1. Dezember 1937 eintraf.
Während Reisch in Hollywood rasch Karriere als gefragter Drehbuchautor machte, konnte Lisl Handl sich als Schauspielerin nicht durchsetzen. Lediglich während des Zweiten Weltkriegs wurde Handl, die nunmehr das Pseudonym Poldi (bzw. Poldy) Dur – angelehnt an Wesselys Rollenname in „Maskerade“, Leopoldine „Poldi“ Dur – wählte, mit mehreren kleinen und Kleinstrollen in zumeist antinazistischen Propagandafilmen wie Fritz Langs Auch Henker sterben und John Farrows The Hitler Gang bedacht. In letztgenannter Produktion spielte sie Geli Raubal, die Nichte Adolf Hitlers, die 1931 tragisch ums Leben kam. Es sollte Lisl Handls / Poldi Durs größte Filmrolle im Exil werden.

## Filmografie
- 1934: Maskerade
- 1935: Die Fahrt in die Jugend
- 1935: Episode
- 1935: Knox und die lustigen Vagabunden (Zirkus Saran)
- 1936: Silhouetten
- 1942: Auch Henker sterben (Hangmen Also Die)
- 1943: Margin for Error
- 1943: They Came to Blow Up America
- 1943: Paris After Dark
- 1944: The Hitler Gang
- 1944: Resisting Enemy Interrogation